# Can Comes (Tiana)
Can Comes és una masia de Tiana (Maresme) protegida com a bé cultural d'interès local.

## Descripció
Es tracta d'una masia de planta baixa, pis i golfes amb cinc cossos interiors i laterals sense golfes. Aquests són, per tant, lleugerament més baixos, que els centrals. En el primer pis del cos del costat est hi ha un porxo integrat en el volum de l'edifici. Els buits de la façana principal tenen una composició simètrica amb balcons al primer pis. El voladís del balcó central és de passamans de ferro i maó, la resta són de pedra. La façana és estucada. La coberta és a dues vessants amb un petit desnivell entre els tres cossos centrals i els laterals.